# Keramik Baranówka
Keramik Baranówka (ukr. ФК «Керамік» Баранівка) – ukraiński klub piłkarski z siedzibą w mieście Baranówka, w obwodzie żytomierskim, na północy kraju, działający w latach 1936-2019.

## Historia
Chronologia nazw:
- 1936: Baraniwśkyj Porcelanowy Zawod Baranówka (ukr. «Баранівський порцеляновий завод» Баранівка, ros. «Барановский фарфоровый завод имени В. И. Ленина» Барановка)
- 1958: Keramik Baranówka (ukr. «Керамік» Баранівка, ros. «Керамик» Барановка)
- 2003: FK Baranówka (ukr. ФК «Баранівка»)
- 2005: Keramik Baranówka (ukr. «Керамік» Баранівка)
- 2014: FK Baranówka (ukr. ФК «Баранівка»)
- 2016: Keramik Baranówka (ukr. «Керамік» Баранівка)
- 2019: klub rozwiązano

Drużyna piłkarska Baraniwśkyj Porcelanowy Zawod została założona w Baranówce w 1936 roku i reprezentowała miejscowy zakład porcelany. W 1938 zespół debiutował w rozgrywkach Pucharu ZSRR. Potem występował w rozgrywkach mistrzostw i Pucharu obwodu żytomierskiego. W 1958 klub zmienił nazwę na Keramik. W sezonie 1992/93 debiutował w Mistrzostwach Ukrainy spośród drużyn amatorskich. W następnym sezonie również występował w tym turnieju, zajął 2 miejsce w 2 grupie i zdobył awans do Drugiej Lihi. W sezonie 1994/95 zespół startował w rozgrywkach Pucharu Ukrainy. Podczas przerwy zimowej sezonu 1996/97 zrezygnował z dalszych występów w Drugiej Lidze. Klub został pozbawiony statusu profesjonalnego. Potem kontynuował występy w rozgrywkach mistrzostw i Pucharu obwodu żytomierskiego. W 2003 drużyna wycofała się w rundzie wiosennej z mistrzostw obwodu żytomierskiego. A już latem 2003 klub pod nazwą FK Baranówka ponownie startował w mistrzostwach obwodu żytomierskiego sezonu 2003/04. Po dwóch latach w 2005 wrócił do nazwy Keramik, tylko w latach 2014-2015 występował w mistrzostwach obwodu pod nazwą FK Baranówka.
W 2019 zespół po rundzie wiosennej wycofał się z mistrzostw obwodu żytomierskiego, w pozostałych meczach zaznał porażek technicznych.

## Sukcesy
- Puchar ZSRR:
  - 1/64 finału (1x): 1936
- Druga Liga Mistrzostw Ukrainy:
  - 13.miejsce (1x): 1995/96 (grupa A)
- Puchar Ukrainy:
  - 1/32 finału (1x): 1995/96
- Amatorska Liga Mistrzostw Ukrainy:
  - wicemistrz (2x): 1992/93, 1993/94
- Mistrzostwa obwodu żytomierskiego:
  - mistrz (4x): 1955, 1990, 1992, 1993
  - wicemistrz (1x): 1991
  - 3.miejsce (3x): 1959, 1998, 2013
- Puchar obwodu żytomierskiego:
  - zdobywca (1x): 1992
  - finalista (2x): 1998, 1999